# Імператор Сьому
Імператор Сьо́му (яп. 聖武天皇, しょうむてんのう, сьомму тенно; 701 — 4 червня 756) — 45-й Імператор Японії, синтоїстське божество. Роки правління: 3 березня 724 — 19 серпня 749.
Син імператора Момму та Фудзіваро но Міяко, доньки міністра Фудзівара но Фухіто. Замолоду звався принц Обіто та Осі-хіракі Тойосакура-хіко но мікото. Оскільки на час смерті батька у 707 році був ще дитиною, то трон перейшов спочатку до бабці імператриці Ґеммей, а потім (715 року) — тітки імператриці Ґенсьо. Лише після зречення останньої 724 року перебрав владу.
Невдовзі переселився до палцу Хедзей, продовжував розбудовувати столицю імперії. Сьому відомий як перший імператор, чия дружина не народилася в імператорському домі, а походила з роду Фудзівара. Її статус як імператриці було закріплено в системі ріцурьо, чого до того часу не було.
Імператор навернувся до буддизму, проголосивши себе «слугою трьох скарбів — Будди, Закону і Общини». Буддизм було проголошено «захисником держави», тобто визначено як державну релігію. 727 року з нагоди хвороби спадкоємця трону — принца Мотоі — 727 року було наказано виготовити 177 статуй бодхісатви Каннон і переписати присвячену їй сутру «Каннон-кьо» в стількох же примірниках. Наказом 728 року в усі провінції були розіслані екземпляри «Сутри золотого блиску» для молінь про «спокій держави». До того ж встановлено заборону на вирощування мисливських соколів. При цьому буддистські монастирі, храми та ченці отримали максимальне сприяння державних установ. 
Але 728 року помирає принц Мотоі, чим скористалися Фудзівара, які звинуватили принца Нагаю у даоських чарах. Зрештою останній наклав на себе руки. 
У 735–737 роках вирувала потужна епідемія віспи, яка спричинила смертність серед дорослих від 25% до 35%. Разом з тим ця епідемія завдала удару по клану Фудзівара, де її основі представники померли. Цим скористалася «імператорська партія» на чолі із Татібана но Морое, яка перебрала владу в дайдзьокані.
740 року під час заколоту Фудзівара но Хіроцугу на о.Кюсю, спрямованого проти «імператорської партії» Сьомму залишив столицю, перебравшись разом зі своїм двором до святилища Ісе. Після придушення повстання рушив на північ, заснувавши нову столицю Куні-кьо (恭仁京, сучасне місто Камо). Навесні 744 року переніс столицю до Наніва-кьо, а 745 року — до Сіґаракіномія (紫香楽宮, сучасне місто Сіґаракі). Це було здійснено щоб позбутися впливу клану Фудзівара на імператора та його почт.
З 741 року імператор оголосив про розбудову мережи монастирів кокубуннідзі і храмів кокубундзі, які розмістилися у всіх 60 провінціях Японії. Центром усіх кокубундзі став храм Тодайдзі («Великий Східний Храм»), що відкриоо було 743 року в столиці, у якому 752 року помістили велетенську бронзову статую Будди Вайрочани.
Також для розширення підтримки серед знаті та поліпшення господарювання 743 року видав «Закон про довічну приватизацію цілини», яким дозволив існування в країні приватного землеволодіння, забороненого до тих пір наказами про одержавлення землі.
744 року внаслідок падіння сильно захворів. 749 року зрікся влади на користь доньки — принцеси такано, що стала відомою як імператор Кокен. Після зречення Сьому прийняв постриг, таким чином ставши першим імператором у відставці, який став буддійським ченцем.